# Dracotettix monstrosus
Dracotettix monstrosus är en insektsart som beskrevs av Bruner, L. 1889. Dracotettix monstrosus ingår i släktet Dracotettix och familjen Romaleidae. Inga underarter finns listade i Catalogue of Life.